# Diplazium megasimplicifolium
Diplazium megasimplicifolium är en majbräkenväxtart som beskrevs av Praptosuwiryo.
Diplazium megasimplicifolium ingår i släktet Diplazium och familjen Athyriaceae. Inga underarter finns listade i Catalogue of Life.